# Korea Południowa na Zimowych Igrzyskach Olimpijskich Młodzieży 2012
Koreę Południową na Zimowych Igrzyskach Olimpijskich Młodzieży 2012, które odbywały się w Innsbrucku reprezentowało 81 zawodników.

## Skład kadry

### Biathlon

#### Chłopcy
| Zawodnik    | Konkurencja    | Finał   | Finał      | Finał |
| Zawodnik    | Konkurencja    | Czas    | Strzelanie | Poz.  |
| ----------- | -------------- | ------- | ---------- | ----- |
| Choi Du-jin | Sprint         | 22:35.8 | 3          | 38    |
| Choi Du-jin | Bieg pościgowy | 36:49.2 | 9          | 42    |

#### Dziewczęta
| Zawodnik     | Konkurencja    | Finał   | Finał      | Finał |
| Zawodnik     | Konkurencja    | Czas    | Strzelanie | Poz.  |
| ------------ | -------------- | ------- | ---------- | ----- |
| Jang Ji-yeon | Sprint         | 21:08.4 | 2          | 35    |
| Jang Ji-yeon | Bieg pościgowy | 37:07.5 | 6          | 40    |

#### Składy mieszane
| Zawodnik                                     | Konkurencja       | Finał     | Finał      | Finał |
| Zawodnik                                     | Konkurencja       | Czas      | Strzelanie | Poz.  |
| -------------------------------------------- | ----------------- | --------- | ---------- | ----- |
| Jang Ji-yeon Lee Yeong-aw Choi Du-jin Ji Won | Sztafeta mieszana | 1:20:14.2 | 7+12       | 24    |

### Biegi narciarskie

#### Chłopcy
| Zawodnik | Konkurencja   | Finał   | Finał |
| Zawodnik | Konkurencja   | Czas    | Poz.  |
| -------- | ------------- | ------- | ----- |
| Ji Won   | Bieg na 10 km | 36:24.0 | 40    |

#### Dziewczęta
| Zawodnik     | Konkurencja  | Finał   | Finał |
| Zawodnik     | Konkurencja  | Czas    | Poz.  |
| ------------ | ------------ | ------- | ----- |
| Lee Yeong-ae | Bieg na 5 km | 18:12.6 | 33    |

#### Sprint
| Zawodnik     | Konkurencja | Kwalifikacje | Kwalifikacje | Ćwierćfinał             | Ćwierćfinał             | Półfinał                | Półfinał                | Finał                   | Finał                   |
| Zawodnik     | Konkurencja | Wynik        | Poz.         | Wynik                   | Poz.                    | Wynik                   | Poz.                    | Wynik                   | Poz.                    |
| ------------ | ----------- | ------------ | ------------ | ----------------------- | ----------------------- | ----------------------- | ----------------------- | ----------------------- | ----------------------- |
| Ji Won       | Sprint      | 2:06.30      | 46           | Nie zakwalifikował się  | Nie zakwalifikował się  | Nie zakwalifikował się  | Nie zakwalifikował się  | Nie zakwalifikował się  | Nie zakwalifikował się  |
| Lee Yeong-ae | Sprint      | 2:27.20      | 38           | Nie zakwalifikowała się | Nie zakwalifikowała się | Nie zakwalifikowała się | Nie zakwalifikowała się | Nie zakwalifikowała się | Nie zakwalifikowała się |

#### Składy mieszane
| Zawodnik                                     | Konkurencja                    | Finał     | Finał      | Finał |
| Zawodnik                                     | Konkurencja                    | Czas      | Strzelanie | Poz.  |
| -------------------------------------------- | ------------------------------ | --------- | ---------- | ----- |
| Jang Ji-yeon Lee Yeong-ae Choi Du-jin Ji Won | Sztafeta mieszana z biathlonem | 1:20:14.2 | 7+12       | 24    |

### Bobsleje

#### Chłopcy
| Zawodnik                  | Konkurencja  | Finał  | Finał  | Finał       | Finał |
| Zawodnik                  | Konkurencja  | Bieg 1 | Bieg 2 | Łączny czas | Poz.  |
| ------------------------- | ------------ | ------ | ------ | ----------- | ----- |
| Choi Jun-won Choi Min-seo | Ślizg dwójek | 55.43  | 55.81  | 1:51.24     | 10    |

### Curling

#### Miksty
Drużyna mikstów Korei Południowej przegrała w pierwszej rundzie turnieju.
| Czwarty/-a    | Trzeci/-a     | Drugi/-a   | Otwierający/-a |
| ------------- | ------------- | ---------- | -------------- |
| Kang Sue-yeon | Yoo Min-hyeon | Kim Eun-bi | Go Ke-on       |

### Hokej na lodzie
- Konkurs umiejętności indywidualnych dziewcząt
  - Drużyna dziewcząt zajęła 13. miejsce w kwalifikacjach
- Konkurs umiejętności indywidualnych chłopców
  - Drużyna chłopców zajęła 10. miejsce w kwalifikacjach

### Łyżwiarstwo figurowe

#### Chłopcy
| Zawodnik        | Konkurencja | Short program/Original dance | Short program/Original dance | Free skating/Free dance | Free skating/Free dance | Suma pkt. | Suma pkt. |
| Zawodnik        | Konkurencja | Punkty                       | Poz.                         | Punkty                  | Poz.                    | Punkty    | Poz.      |
| --------------- | ----------- | ---------------------------- | ---------------------------- | ----------------------- | ----------------------- | --------- | --------- |
| Lee June-hyoung | Soliści     | 50.93                        | 7                            | 110.06                  | 4                       | 160.99    | 4         |

#### Dziewczęta
| Zawodnik     | Konkurencja | Short program/Original dance | Short program/Original dance | Free skating/Free dance | Free skating/Free dance | Suma pkt. | Suma pkt. |
| Zawodnik     | Konkurencja | Punkty                       | Poz.                         | Punkty                  | Poz.                    | Punkty    | Poz.      |
| ------------ | ----------- | ---------------------------- | ---------------------------- | ----------------------- | ----------------------- | --------- | --------- |
| Park So-youn | Solistki    | 48.37                        | 5                            | 88.23                   | 4                       | 136.60    | 4         |

#### Składy mieszane
| Zawodnik                                                                   | Konkurencja     | Chłopcy | Chłopcy | Chłopcy | Dziewczęta | Dziewczęta | Dziewczęta | Taniec na lodzie | Taniec na lodzie | Taniec na lodzie | Pkt. | Pkt. |
| Zawodnik                                                                   | Konkurencja     | Wynik   | Poz.    | Pkt     | Wynik      | Poz.       | Pkt        | Wynik            | Poz.             | Pkt              | Pkt  | Poz. |
| -------------------------------------------------------------------------- | --------------- | ------- | ------- | ------- | ---------- | ---------- | ---------- | ---------------- | ---------------- | ---------------- | ---- | ---- |
| Team 6 Alexander Lyan Park So-youn Estelle Elizabeth/Romain Le Gac         | Zawody mieszane | 60.45   | 8       | 1       | 96.84      | 1          | 8          | 66.88            | 4                | 5                | 14   |      |
| Team 7 Lee June-hyoung Micol Cristini Victoria-Laura Lohmus/Andrei Davodov | Zawody mieszane | 109.30  | 3       | 6       | 65.60      | 6          | 3          | 45.60            | 6                | 3                | 12   | 7    |

### Łyżwiarstwo szybkie

#### Chłopcy
| Zawodnicy     | Konkurencje | Wyścig 1 | Wyścig 2 | Razem   | Miejsce |
| ------------- | ----------- | -------- | -------- | ------- | ------- |
| Park Dai-han  | 500 m       | 39.41    | 39.46    | 78.87   | 6       |
| Park Dai-han  | Bieg masowy |          |          | 7:35.00 | 19      |
| Noh Hyeok-jun | 1500 m      |          |          | 2:02.19 | 4       |
| Noh Hyeok-jun | 3000 m      |          |          | 4:14.41 |         |
| Noh Hyeok-jun | Bieg masowy |          |          | 7:26.72 | 16      |

#### Dziewczęta
| Zawodnicy  | Konkurencje | Wyścig 1 | Wyścig 2 | Razem   | Miejsce |
| ---------- | ----------- | -------- | -------- | ------- | ------- |
| Jang Mi    | 500 m       | 40.88    | 40.80    | 81.68   |         |
| Jang Mi    | 1500 m      |          |          | 2:08.17 |         |
| Jang Mi    | Bieg masowy |          |          | 6:07.44 | 9       |
| Su Ji-jang | 3000 m      |          |          | 4:42.72 |         |
| Su Ji-jang | Bieg masowy |          |          | 6:01.13 |         |

### Narciarstwo alpejskie

#### Chłopcy
| Zawodnik     | Konkurencja     | Finał        | Finał        | Finał        | Finał        |
| Zawodnik     | Konkurencja     | Bieg 1       | Bieg 2       | Łączny czas  | Poz.         |
| ------------ | --------------- | ------------ | ------------ | ------------ | ------------ |
| Kim Dong-woo | Slalom          | 41.85        | nie ukończył | nie ukończył | nie ukończył |
| Kim Dong-woo | Slalom gigant   | nie ukończył | nie ukończył | nie ukończył | nie ukończył |
| Kim Dong-woo | Supergigant     |              |              | 1:07.65      | 22           |
| Kim Dong-woo | Superkombinacja | 1:06.38      | 38.31        | 1:44.69      | 15           |

#### Dziewczęta
| Zawodnik   | Konkurencja     | Finał         | Finał         | Finał         | Finał         |
| Zawodnik   | Konkurencja     | Bieg 1        | Bieg 2        | Łączny czas   | Poz.          |
| ---------- | --------------- | ------------- | ------------- | ------------- | ------------- |
| Jo Eun-hwa | Slalom          | nie ukończyła | nie ukończyła | nie ukończyła | nie ukończyła |
| Jo Eun-hwa | Slalom gigant   | 1:03.30       | 1:04.07       | 2:07.37       | 28            |
| Jo Eun-hwa | Supergigant     |               |               | 1:13.85       | 28            |
| Jo Eun-hwa | Superkombinacja | 1:12.71       | 41.86         | 1:54.57       | 25            |

### Narciarstwo dowolne

#### Ski Halfpipe
| Zawodnik      | Konkurencja | Kwalifikacje | Kwalifikacje | Finał | Finał |
| Zawodnik      | Konkurencja | Pkt.         | Poz.         | Pkt.  | Poz.  |
| ------------- | ----------- | ------------ | ------------ | ----- | ----- |
| Kim Kwang-jin | Halfpipe    | 58.50        | 10 Q         | 67.75 | 8     |

### Short track

#### Chłopcy
| Zawodnik    | Konkurencja    | Ćwierćfinał | Ćwierćfinał | Półfinał | Półfinał | Finał    | Finał |
| Zawodnik    | Konkurencja    | Czas        | Poz.        | Czas     | Poz.     | Czas     | Poz.  |
| ----------- | -------------- | ----------- | ----------- | -------- | -------- | -------- | ----- |
| Lim Hyo-jun | bieg na 500 m  | 44.291      | 1 Q         | 42.911   | 2 Q      | 42.482   |       |
| Lim Hyo-jun | bieg na 1000 m | 1:32.445    | 1 Q         | 1:29.442 | 1 Q      | 1:29.284 |       |
| Su Min-yoon | bieg na 500 m  | 43.310      | 1 Q         | 42.468   | 1 Q      | 42.417   |       |
| Su Min-yoon | bieg na 1000 m | 1:31.887    | 1 Q         | 1:31.239 | 1 Q      | 1:29.428 |       |

#### Dziewczęta
| Zawodnik       | Konkurencja    | Ćwierćfinał | Ćwierćfinał | Półfinał | Półfinał | Finał    | Finał |
| Zawodnik       | Konkurencja    | Czas        | Poz.        | Czas     | Poz.     | Czas     | Poz.  |
| -------------- | -------------- | ----------- | ----------- | -------- | -------- | -------- | ----- |
| Park Jung-hyun | bieg na 500 m  | 1:00.289    | 4 qCD       | 46.948   | 1 qC     | 46.339   | 1     |
| Park Jung-hyun | bieg na 1000 m | 1:36.331    | 1 Q         | 1:33.823 | 1 Q      | DSQ      | DSQ   |
| Shim Suk-hee   | bieg na 500 m  | 44.929      | 1 Q         | 44.444   | 1 Q      | 44.122   |       |
| Shim Suk-hee   | bieg na 1000 m | 1:37.066    | 1 Q         | 1:34.809 | 1 Q      | 1:31.661 |       |

#### Składy mieszane
| Zawodnik                                                              | Konkurencja       | Półfinał | Półfinał | Finał    | Finał |
| Zawodnik                                                              | Konkurencja       | Czas     | Poz.     | Czas     | Poz.  |
| --------------------------------------------------------------------- | ----------------- | -------- | -------- | -------- | ----- |
| Team A Shim Suk-hee Yoann Martinez Melanie Brantner Denis Ayrapetyan  | Sztafeta mieszana | 4:21.668 | 2 Q      | 4:26.352 |       |
| Team B Park Jung-hyun Lu Xiucheng Xu Aili Jack Burrows                | Sztafeta mieszana | 4:21.656 | 1 Q      | 4:21.713 |       |
| Team G Dariya Goncharova Su Min-yoon Arianna Sighel Dominic Andermann | Sztafeta mieszana | 4:22.356 | 3 qB     | PEN      | PEN   |
| Team H Anna Gamorina Lim Hyo-jun Aafke Soet Michal Prokop             | Sztafeta mieszana | 4:26.027 | 2 Q      | PEN      | PEN   |

### Skeleton

#### Chłopcy
| Zawodnik     | Konkurencja    | Finał   | Finał   | Finał       | Finał |
| Zawodnik     | Konkurencja    | Ślizg 1 | Ślizg 2 | Łączna pkt. | Poz.  |
| ------------ | -------------- | ------- | ------- | ----------- | ----- |
| Kim Ban-seok | Ślizg chłopców | 1:01.34 | 59.08   | 2:00.42     | 12    |

### Snowboard

#### Chłopcy
| Zawodnik     | Konkurencja | Kwalifikacje | Kwalifikacje | Kwalifikacje | Półfinał | Półfinał | Półfinał | Finał                  | Finał                  | Finał                  |
| Zawodnik     | Konkurencja | Bieg 1       | Bieg 2       | Rank         | Bieg 1   | Bieg 2   | Rank     | Bieg 1                 | Bieg 2                 | Rank                   |
| ------------ | ----------- | ------------ | ------------ | ------------ | -------- | -------- | -------- | ---------------------- | ---------------------- | ---------------------- |
| Na Myung-joo | Halfpipe    | 54.75        | 37.00        | 8 q          | 65.00    | 45.00    | 7        | Nie zakwalifikował się | Nie zakwalifikował się | Nie zakwalifikował się |